# Virginia Slims Nationals 1971
Il Virginia Slims Nationals 1971 è stato un torneo di tennis. È stata la 1ª edizione del torneo, che fa parte del Virginia Slims Circuit 1971. Si è giocato a Winchester negli USA dal 24 al 28 febbraio 1971.

## Campionesse

### Singolare
Billie Jean King ha battuto in finale  Rosie Casals con il punteggio di 4–6, 6–2, 6–3

### Doppio
Rosie Casals /  Billie Jean King hanno battuto in finale  Françoise Dürr /  Ann Jones con il punteggio di 6–4, 7–5